# حوا (رپر)
حوا (انگلیسی: Hava؛ زادهٔ ۱۲ اوت ۱۹۹۸) خواننده رپ اهل آلمان است. وی از سال ۲۰۱۹ میلادی تاکنون مشغول فعالیت بوده‌است.